# Kurekuppa, Sandur
Kurekuppa là một làng thuộc tehsil Sandur, huyện Bellary, bang Karnataka, Ấn Độ.